# Lena Chamamyan

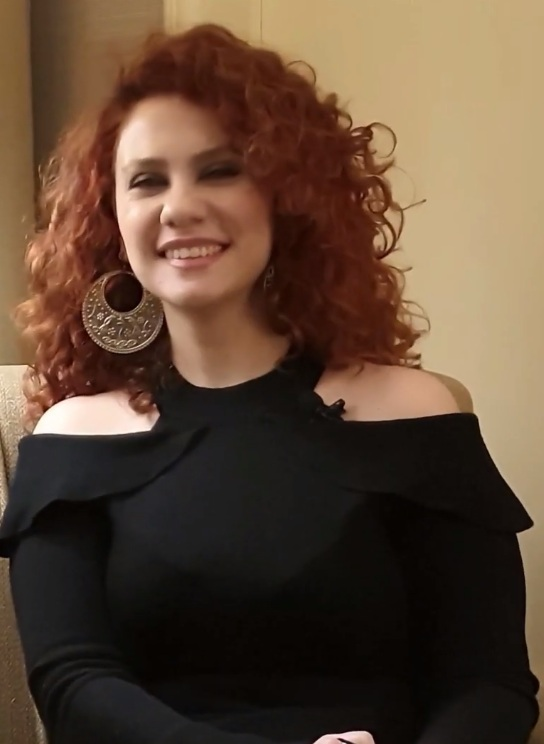
Lena Chamamyan, 2021

Lena Chamamyan (auch Lena Chamamaan; arabisch لينا شماميان; armenisch Լենա Շամամյան; * 27. Juni 1980 in Damaskus) ist eine syrisch-armenische Sängerin, Musikerin und Komponistin.

## Leben und künstlerische Karriere
Lena Chamamyan studierte arabische und klassische europäische Musik an der Hochschule für Musik in Damaskus. Sie singt in fünf verschiedenen Sprachen, vorwiegend folkloristische oder populäre syrische und armenische Musik. 2006 veröffentlichte sie ihr erstes Album, das auch in den europäischen Medien Beachtung fand. Neben anderen europäischen Musikern hat sie mit dem Akkordeonisten Manfred Leuchter zusammengearbeitet und lebt heute im Exil in Paris. In Deutschland trat sie in der Kampnagel Kulturfabrik Hamburg sowie in den Münchner Kammerspielen auf.

## Diskografie

### Alben
- 2006: Hal Asmar Ellon
- 2007: Shamat
- 2013: Ghazal El-Banat
- 2016: Lawnan

### Singles (Auswahl)
- 2006: Lama Bada Yatathana
- 2006: Bila Ma'ak
- 2006: Hal Asmar Ellon
- 2006: Ala Mowj Elbahr
- 2007: Sareri Hovin Mernem
- 2007: Ya Msafera
- 2020: Hane'sh W Nshoof